# Listen to the Ahmad Jamal Quintet
Listen to the Ahmad Jamal Quintet — студійний альбом американського джазового піаніста Ахмада Джамала, випущений у 1961 році лейблом Argo.

## Опис
На цьому альбомі піаніст Ахмад Джамал грає у складі квінтету з скрипалем Джо Кеннеді, гітаристом Реєм Кроуфордом, з басистом Ізраелом Кросбі та ударником Вернелом Фурньє. Гурт виконує в основному стандарти, одну власну Джамала та «Tempo for Two» Кеннеді.
Альбом вийшов у 1961 році на лейблі Argo.

## Список композицій
1. «Ahmad's Waltz» (Ахмад Джамал) — 4:44
2. «Valentina» (Анрі Крістін, Герберт Рейнолдс) — 2:19
3. «Yesterdays» (Джером Керн, Отто Гарбах) — 2:57
4. «Tempo for Two» (Джо Кеннеді) — 3:26
5. «Hallelujah» (Кліффорд Грей, Лео Робін, Венсан Юман) — 2:06
6. «It's a Wonderful World» (Гарольд Адамсон, Ян Савітт, Джонні Вотсон) — 2:50
7. «Baia» (Арі Баррозу) — 4:04
8. «You Came a Long Way from St. Louis» (Джон Бенсон Брукс, Боб Расселл) — 3:53
9. «Lover Man» (Джиммі Девіс, Джиммі Шерман, Роджер Рамірес) — 4:04
10. «Who Cares» (Джордж Гершвін, Айра Гершвін) — 3:05

## Учасники запису
- Ахмад Джамал — фортепіано
- Джо Кеннеді — скрипка, аранжування
- Рей Кроуфорд — гітара
- Ізраел Кросбі — контрабас
- Вернел Фурньє — ударні

Технічний персонал
- Джек Трейсі — продюсер
- Рон Мало — інженер
- Дон Бронстайн — обкладинка
- Вільям Леонард — текст